# Ryōta Nagata
Ryōta Nagata (japanisch 永田 亮太 Nagata Ryōta; * 17. Mai 1985 in der Präfektur Kyoto) ist ein ehemaliger japanischer Fußballspieler.

## Karriere
Nagata erlernte das Fußballspielen in der Jugendmannschaft von Kyoto Purple Sanga und der Universitätsmannschaft der Ritsumeikan-Universität. Seinen ersten Vertrag unterschrieb er 2008 bei Shonan Bellmare. Der Verein spielte in der zweithöchsten Liga des Landes, der J2 League. Am Ende der Saison 2009 stieg der Verein in die erste Liga auf. Für den Verein absolvierte er 83 Ligaspiele. 2011 wechselte er zum Zweitligisten Sagan Tosu. 2011 wurde er mit dem Verein aus Tosu Vizemeister der zweiten Liga. Für den Verein absolvierte er 14 Ligaspiele. 2012 wechselte er zum Ligakonkurrenten Montedio Yamagata. Für Yamagata absolvierte er 20 Ligaspiele. 2013 wechselte er zum Ligakonkurrenten Thespakusatsu Gunma. Für den Verein absolvierte er 56 Ligaspiele. 2015 wechselte er zum Ligakonkurrenten Kamatamare Sanuki. Am Ende der Saison 2018 stieg der Verein in die J3 League ab.  Für Sanuki absolvierte er 164 Ligaspiele und schoss dabei 15 Tore.
Am 1. Februar 2021 beendete Ryōta Nagata seine Karriere als Fußballspieler.